# Hajdúszoboszló
Hajdúszoboszló is een plaats (város) en gemeente in het Hongaarse comitaat Hajdú-Bihar. Hajdúszoboszló telt 23.867 inwoners (2006).